# Електронно-променеве зварювання
Електро́нно-промене́ве зва́рювання — один із процесів електронно-променевої обробки, зварювання плавленням, при зварюванні використовується кінетична енергія електронів у вакуумі і переведення цієї енергії в теплоту для проплавлення металу.
Електронний промінь, як технологічний інструмент, може нагрівати, плавити і випаровувати практично всі матеріали, зварювати і забезпечувати розмірну обробку, наносити покриття. Універсальність методу дозволяє використовувати те ж обладнання для різних технологій.
Для формування променю і управління ним використовують спеціальні пристрої — «електронні гармати».
Електронний промінь використовують для зварювання великих товщин (200 … 500 мм). Основні параметри режиму — сила струму, напруга променю, швидкість зварювання. Ефективний ККД становить 0,7 — 0,9.
| Зварювання | Це незавершена стаття зі зварювання. Ви можете допомогти проєкту, виправивши або дописавши її. |